# Marco Hordeonio Flaco
Marco Hordeonio Flaco (en latín, Marcus Hordeonius Flacus) fue un político y militar romano del siglo I que alcanzó el consulado sufecto bajo el imperio de Claudio.

## Origen y consulado
Su familia era originaria de Puteoli y él quizá fue hijo de Marco Hordeonio, procurador de la Narbonense en tiempos de Tiberio. Ocupó el consulado sufecto en el año 47 en sustitución de Lucio Vitelio.

## Año de los cuatro emperadores
En el momento de la muerte de Nerón, era el legado consular del ejército de Germania Superior, quizá nombrado por Galba. No se opuso a sus soldados cuando estos se negaron a jurar lealtad a Galba, aunque no tomó parte en el juramento.
Aulo Vitelio lo dejó al mando de la orilla izquierda del Rin cuando marchó a Italia. Sin embargo, retrasó el envío de las fuerzas que Vitelio había solicitado, en parte por temor a una insurrección de los bátavos, que estalló poco después, en parte porque se mostraba favorable a Vespasiano. Solicitó a Julio Civil, líder de los bátavos, que le ayudara a retener las legiones incitando a la rebelión a los bátavos, tarea que Civil hizo no como pretexto sino en serio. Al principio Hordeonio no prestó atención a los movimientos bátavos. Sin embargo, el éxito de la rebelión le obligó a poner algo de oposición, por lo que envió a su legado Mumio Luperco que fue derrotado. Su incapacidad para acabar con la insurrección, exasperó a sus soldados que le obligaron a renunciar en favor de Dilio Vócula. Poco después, fue acusado de traición por Herennio Galo en un motín durante la ausencia de Vócula. Sin embargo, conservó suficiente influencia para persuadir a los oficiales de que jurara lealtad a Vespasiano cuando llegaron las noticias del resultado de la segunda batalla de Bedriacum, aunque los soldados seguían amotinados. Cuando distribuyó entre los soldados en nombre de Vespasiano un donativo enviado por Vitelio, terminó por atraerse su rencor y fue asesinado por estos durante los festejos que siguieron.
Fue despreciado por sus soldados por ser viejo, lisiado y carente de firmeza e influencia.